# Lothar Veit

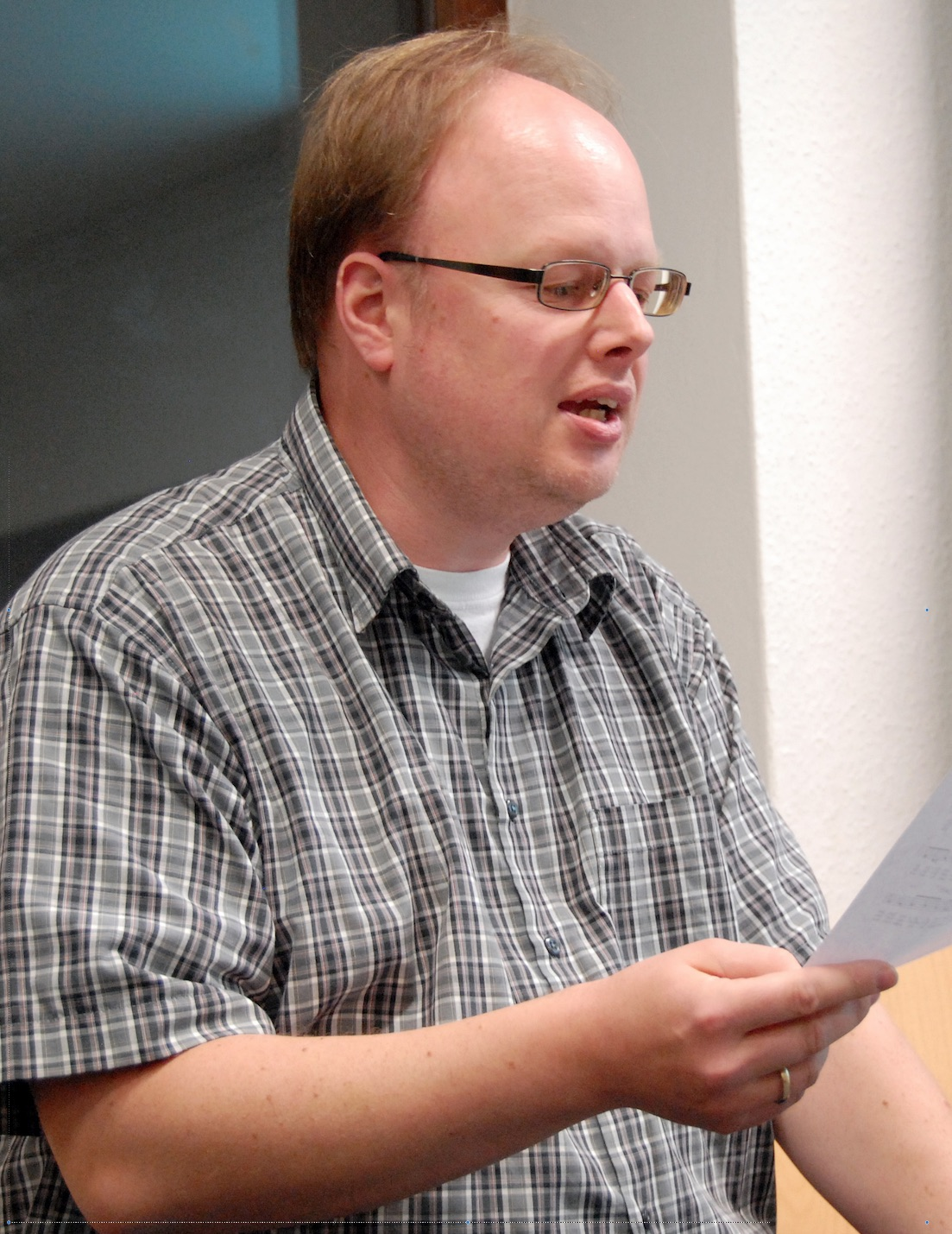
Lothar Veit, Porträt 2018

Lothar Veit (* 1. September 1973 in Peine) ist ein Journalist, Autor und Songschreiber.

## Leben und Werk
Lothar Veit studierte Literaturwissenschaft, Linguistik und Politikwissenschaft in Braunschweig und Hannover. Er war ab 1993 freier Mitarbeiter für Zeitungen in Peine, Hamburg und Hannover. Ab 2003 absolvierte er sein Volontariat bei der Volksstimme in Magdeburg. 2005 ist er Redakteur bei der Hildesheimer Allgemeinen Zeitung in Hildesheim, 2006 bei der Neuen Deister-Zeitung in Springe und ab 2007 Redakteur bei der Wochenzeitung "Kehrwieder am Sonntag" in Hildesheim. Seit 2020 arbeitet er als Freier Journalist in Loccum. Lothar Veit ist Textautor vieler neuer geistlicher Lieder, die er zum Teil selbst vertont hat. Er ist seit 1995 Mitglied der Textautoren- und Komponistengruppe TAKT. Lothar Veit ist verheiratet mit der Pastorin Dr. Michaela Veit-Engelmann.

## Werke (Auswahl)
- Auf dem Weg der Gerechtigkeit (1996; Text & Musik) Strube-Verlag
- Gast sein (2001; Musik: Hartmut Reußwig) Strube-Verlag
- Ihr sollt ein Segen sein (2002; Musik: Rolf Schweizer) Strube-Verlag
- Wenn dein Kind dich morgen fragt (2005; Musik: Andreas Lettau, 2005) DEKT Beiheft EG Niedersachsen
- Freie Wahl (2005; Musik: Matthias Nagel, 2005) DEKT Beiheft EG Niedersachsen
- Wer glaubt, wird selig (2007; Musik: Jochen Arnold, 2007) DEKT Beiheft EG Rheinland
- Lebendig und kräftig und schärfer (2007; Musik: Wolfgang Teichmann, 2007) DEKT Beiheft EG Rheinland
- Der Gott, an den ich glaube (2009; Musik: Ralf Grössler, 2009) ÖKT-Liederbuch
- Luft nach oben (2014; Musik: Martin Bambauer, 2015) Mottolied zum Deutschen Evangelischen Posaunentag Dresden 2016
- Du siehst mich (2015; Musik: Thomas Quast, 2015) Liederbuch "Freitöne" zum Reformationsjubiläum 2017
- Zachäus (2015; Musik: Eddi Hüneke, 2015) Liederbuch "Freitöne" zum Reformationsjubiläum 2017
- Gottes Liebe hält (2017; Musik: Fritz Baltruweit, 2017) Strube-Verlag (Text), tvd-Verlag (Musik)
- Schaut hin (2020; Musik: Peter Hamburger, 2020) ÖKT-Liederbuch "Sichtweisen"

## Publikationen (Auswahl)
- Einsam in der Menge: der Schriftsteller in Wolfgang Koeppens Nachkriegsromanen, Tectum-Verlag, 2002
- Singen, um gehört zu werden (Mit-Hrsg.), Strube-Verlag, 2007
- Widerworte. Liederbuch, Strube-Verlag, 2010
- Widerworte. CD, Strube-Verlag, 2012
- Zwischentöne. Liederbuch, Strube-Verlag, 2017
- Zwischentöne. CD, Strube-Verlag, 2017
- Pausenzeichen. Liederbuch, Strube-Verlag, 2022
- Pausenzeichen. CD, Strube-Verlag, 2022